# Luka Lipošinović
Luka Lipošinović (né le 12 mai 1933 à Subotica à l'époque en Yougoslavie, aujourd'hui en Serbie et mort le 26 septembre 1992) est un joueur de football international yougoslave (croate), qui évoluait au poste d'attaquant, avant de devenir ensuite entraîneur.

## Biographie

### Carrière de joueur

#### Carrière en club
Avec le Dinamo Zagreb, il remporte deux championnats de Yougoslavie et une Coupe de Yougoslavie.
Avec le club du LASK Linz, il gagne un championnat d'Autriche et une Coupe d'Autriche.
Il joue un total de 4 matchs en Coupe d'Europe des clubs champions, inscrivant 3 buts dans cette compétition. Le 10 septembre 1958, il inscrit un doublé face au club tchécoslovaque du Dukla Prague.

#### Carrière en sélection
Avec l'équipe de Yougoslavie, il joue 13 matchs (pour 3 buts inscrits) entre 1954 et 1960.
Il joue son premier match en équipe nationale le 26 septembre 1954 contre l'équipe de Sarre, et son dernier le 11 mai 1960 face à l'équipe d'Angleterre.
Il figure dans le groupe de la sélection yougoslave lors de la Coupe du monde 1958. Il ne joue toutefois aucun match lors du mondial organisé en Suède.
Il participe également aux Jeux olympiques de 1956 qui se déroulent en Australie. Lors du tournoi olympique, il joue un match à Melbourne face à la sélection indienne. La sélection yougoslave remporte la médaille d'argent.

## Palmarès
| Dinamo Zagreb - Championnat de Yougoslavie (2) : - Champion : 1953-54 et 1957-58. - Coupe de Yougoslavie (1) : - Vainqueur : 1959-60. LASK Linz - Championnat d'Autriche (1) : - Champion : 1964-65. - Coupe d'Autriche (1) : - Vainqueur : 1964-65. |  | Yougoslavie - Jeux olympiques : - Argent : 1956. |